# Atypophthalmus (Atypophthalmus) bobyensis
Atypophthalmus (Atypophthalmus) bobyensis is een tweevleugelige uit de familie steltmuggen (Limoniidae). De soort komt voor in het Afrotropisch gebied.